# Becky Lynch
Rebecca Quin (ur. 30 stycznia 1987 w Dublinie w Irlandii) – irlandzka wrestlerka występująca w federacji WWE, w brandzie Raw pod pseudonimem ringowym Becky Lynch.
Quin rozpoczęła treningi w czerwcu 2002 pod okiem Finna Bálora i Paula Tracey'ego, swój pierwszy oficjalny pojedynek stoczyła pięć miesięcy później. Pod pseudonimem Rebecca Knox występowała dla niezależnych federacji wrestlingu w całej Europie, współpracowała między innymi z angielską federacją One Pro Wrestling czy niemiecką German Stampede Wrestling. W 2006 zadebiutowała w Shimmer Women Athletes.
We wrześniu 2006 odniosła kontuzję głowy, zdiagnozowano u niej możliwe uszkodzenie ósmego nerwu czaszkowego. Quin miała powrócić do wrestlingu w 2008, lecz po ominięciu występu na jednej z gal ogłosiła, że nie czuje się na siłach by wrócić do ringu. Trzy lata później powróciła do Shimmer w roli menedżerki, a w 2013 podpisała kontrakt rozwojowy z WWE. W głównym rosterze federacji zadebiutowała w 2015, a rok później, na gali Backlash, stała się pierwszą w historii posiadaczką WWE SmackDown Women’s Championship. Największy rozgłos przyniósł jej gimmick „The Man”. W kwietniu 2019 na WrestleManii 35 odbyło się pierwsze, żeńskie, główne wydarzenie kobiet, w historii WrestleManii, w którym Lynch pokonała zarówno Charlotte Flair i Rondę Rousey, gdzie na szali znalazły się zarówno mistrzostwa Raw Women's i SmackDown Women's. Wracając po 15-miesięcznym urlopie macierzyńskim, w sierpniu 2021 Lynch po raz czwarty sięgnęła po SmackDown Women's Championship, pokonując ówczesną mistrzynię Biancę Belair, w zaledwie 26 sekund.

## Kariera wrestlerki

### Wczesna kariera i treningi (2002–2005)
W czerwcu 2002 Quin rozpoczęła treningi w nowo utworzonej szkółce wrestlingu Fergala Devitta i Paula Tracey'ego. 11 listopada 2002 odbyła swój pierwszy oficjalny pojedynek, przyjęła pseudonim ringowy Rebecca Knox. Jej pierwszymi walkami były mieszane starcia drużynowe, w których walczyła u boku swojego brata – Gonzo De Mondo. Trenowała też w NWA UK Hammerlock.

### Niezależne federacje europejskie (2005–2008)
We wczesnych latach kariery Knox walczyła na irlandzkiej scenie niezależnej, czasami używając pseudonimu Komeera.
13 maja 2005 została pokonana przez Skye na pierwszym evencie federacji Queens of Chaos i na nagraniach DVD w Tuluzie we Francji. 7 sierpnia pojawiła się w Fighting Spirit Federation i zawalczyła w Fatal 4-Way matchu o World Queens of Chaos Championship przeciwko Jersey, Sweet Sarayi i mistrzyni – Nikicie, lecz nie udało jej się wygrać. 4 czerwca 2006 Knox zmierzyła się z Sarayą o zawieszony tytuł mistrzowski Nikity; Knox wygrała walkę, tym samym stając się posiadaczką World Queens of Chaos Championship. Jej panowanie trwało 111 dni, tytuł utraciła na rzecz Sarayi, 23 września, podczas gali organizowanej przez World Association of Wrestling.
26 września 2006, podczas eventu federacji German Stampede Wrestling, Knox przegrała walkę z fińską wrestlerką Kisu. Podczas walki zraniła się nad okiem, rana musiała zostać zszyta. Zawodniczka skarżyła się później na bóle głowy, problemy ze wzrokiem oraz uciążliwe wrażenie głośnego brzęczenia w jej lewym uchu. Zdiagnozowano u niej uszkodzenie ósmego nerwu czaszkowego, przez co anulowano wszystkie jej nadchodzące występy. W 2008 miała wystąpić podczas nagrań programów federacji Shimmer oraz ChickFight, ostatecznie jednak nie pojawiła się na żadnym z nich. Quin przyznała później, że podczas rehabilitacji zaczęła wątpić w swoją decyzję o podjęciu kariery wrestlerki.

### Niezależne federacje amerykańskie (2005–2008, 2011)
W 2005 Knox zadebiutowała dla kanadyjskiej federacji SuperGirls Wrestling należącej do Extreme Canadian Championship Wrestling – ECCW. Rozpoczęła rywalizację z Miss Chevius, pokonała ją 27 maja, lecz przegrała walkę rewanżową miesiąc później. 24 czerwca pokonała Miss Chevius w walce o nowo utworzone Supergirls Championship, stając się pierwszą posiadaczką tego tytułu. Na pierwszych nagraniach DVD SuperGirls pokonała LuFisto dzięki pomocy swojego menedżera – Scotty’ego Maca. Następnej nocy obroniła pas dwukrotnie, w walkach przeciwko Cheerleader Melissie oraz Madison. 27 stycznia 2006, podczas wydarzenia celebrującego 10-lecie powstania ECCW, Knox pokonała El Phantasma. 21 kwietnia, po 301 dniach panowania, Knox utraciła SuperGirls Championship na rzecz Lisy Moretti. Nie zdołała odzyskać mistrzostwa w walce rewanżowej dzień później.
14 października 2005 pojawiła się w New England Championship Wrestling, uczestniczyła w Fatal 4-Way matchu, który wygrała Violet Flame. W październiku brała też udział w trzecim turnieju ChickFight organizowanym przez federację All Pro Wrestling. Przeszła do drugiej rundy, w której została pokonana przez późniejszą zwyciężczynię turnieju – Mariko Yoshidę. Następnej nocy połączyła siły z Cheerleader Melissą i Tiffany, zawodniczki przegrały starcie z Morgan, Rain i Hailey Hatred. W styczniu i lutym 2006 Knox pojawiała się też w federacji AWA Pinnacle.
Knox rozpoczęła pracę w federacji Shimmer Women Athletes w 2006 roku. 12 lutego 2006, na tapingach Volume 3, w swojej debiutanckiej walce, pokonała Allison Danger, przybierając rolę heela. Tej samej nocy nagrano też Volume 4, podczas którego Knox przegrała w walce wieczoru z Daizee Haze. Spowodowało to rozpoczęcie rywalizacji pomiędzy zawodniczkami. Na nagraniach Volume 5, 21 maja, zaatakowała Haze po jej pojedynku z Portią Perez. Tego samego wieczoru pokonała Haze w Two Out Of Three Falls matchu. Knox pokonała Allison Danger w „Pure Wrestling Rules matchu” podczas nagrań do Shimmer Volume 6. Miała zmierzyć się z Haze w 60-minutowym Iron Woman matchu na Volume 7, jednak pojedynek został odwołany z powodu kontuzji, jakiej Knox doznała w Niemczech.
26 marca 2011 powróciła do Shimmer jako menedżerka Sarayi i Britanii Knight.

### Niezależne federacje japońskie (2005–2006)
W listopadzie 2005 Knox udała się na dwutygodniowe tournée po Japonii, w tym czasie walczyła dla federacji International Women’s Grand Prix (IW*GP). Połączyła siły z Ają Kong oraz Gran Hamadą. Walczyli razem jako drużyna, wygrywając liczne walki wieczoru. 9 listopada Knox wygrała organizowany przez IW*GP 18-osobowy Battle Royal. Powróciła do Japonii w sierpniu 2006, biorąc udział w kilku eventach japońskiej sceny niezależnej.

### WWE

#### NXT (2013–2015)

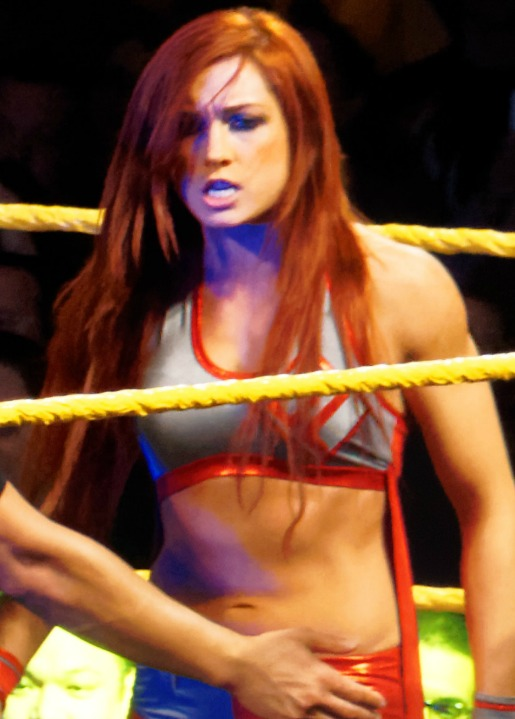
Lynch podczas live eventu NXT w marcu 2015

8 kwietnia 2013 ogłoszono, że Quin podpisała dwuletni kontrakt rozwojowy z WWE. Zawodniczka przeprowadziła się na Florydę, by móc występować w brandzie rozwojowym WWE – NXT. 29 sierpnia ujawniono jej nowy pseudonim ringowy – Becky Lynch. Zadebiutowała 7 listopada 2013, podczas house showu NXT.
Swój pierwszy występ w programie telewizyjnym NXT odnotowała 26 czerwca 2014 roku, pokonała Summer Rae. 3 lipca połączyła siły z Bayley i wraz z nią przegrała starcie drużynowe przeciwko BFFs – mistrzyni kobiet NXT Charlotte oraz Sashy Banks. Następne miesiące spędziła rywalizując z Charlotte, podczas kolejnych odcinków NXT przegrała trzy walki z rzędu. 23 października Lynch zaatakowała Bayley i dołączyła do Sashy Banks, razem stworzyły Team B.A.E. („Best at Everything”). Drużyna rozsypała się w lutym 2015 roku, kiedy to Banks spowodowała przegraną Lynch w walce z Bayley.
11 lutego, na NXT TakeOver: Rival, Lynch wzięła udział w Fatal 4-Way matchu o NXT Women’s Championship, który wygrała Sasha Banks. 22 kwietnia wygrała Triple Threat match przeciwko Charlotte i Bayley, tym samym stając się pretendentką do tytułu mistrzowskiego. 20 maja, na NXT TakeOver: Unstoppable, Lynch przegrała walkę o mistrzostwo z Banks. W tym starciu zadebiutowała w nowym wizerunku, przypominającym postać Chandry Nalaar z gry karcianej Magic: The Gathering. 12 sierpnia przegrała pojedynek z Bayley; był to jej ostatni występ dla NXT.

#### Rewolucja kobiet (2015–2016)
Lynch zadebiutowała w głównym rosterze WWE 13 lipca 2015 podczas odcinka Raw, wraz z Charlotte i Sashą Banks, po tym, jak Stephanie McMahon ogłosiła „rewolucję” w dywizji Div. Lynch i Charlotte połączyły siły z Paige, która to rywalizowała wówczas z Team Bella (Alicią Fox, Brie i Nikki Bellą), Banks natomiast dołączyła do Naomi i Taminy, tworząc Team B.A.D.. Paige, Charlotte i Becky utworzyły stajnię „Submission Sorority”, której nazwa została później zmieniona na „Team PCB” (od inicjałów każdej z zawodniczek). 20 lipca Lynch i Paige przegrały starcie drużynowe z Banks i Naomi, zaś 1 sierpnia Lynch wygrała pojedynek z Brie Bellą podczas odcinka Main Event. Trzy drużyny zmierzyły się ze sobą na gali SummerSlam w Triple Threat Tag Team Elimination matchu, który, dzięki przypięciu Brie Belli przez Lynch, wygrało Team PCB.
31 sierpnia wszystkie członkinie PCB brały udział w pierwszym w historii „Divas Beat The Clock Challenge'u”, który ostatecznie wygrała Charlotte, stając się nową pretendentką do WWE Divas Championship. Charlotte wygrała tytuł na gali Night of Champions. Dzień później na Raw, Paige wygłosiła promo, w którym skrytykowała swoje koleżanki z drużyny i resztę dywizji Div. W październiku Paige próbowała odnowić swoje relacje z Lynch i Charlotte, jednak pod koniec miesiąca zaatakowała je, przechodząc heel turn i odchodząc z PCB. 2 listopada Lynch wzięła udział w Fatal 4-Way matchu o miano pretendentki do Divas Championship, lecz nie udało jej się wygrać walki. Tydzień później, na Raw, Lynch wygrała pojedynek z Paige.
30 listopada Charlotte zaczęła ukazywać cechy antagonisty – udała kontuzję nogi i skorzystała z pomocy ojca, by pokonać Lynch. Przez grudzień przyjaźń Lynch i Charlotte zaczęła się rozpadać. Ostatecznie, 4 stycznia 2016, Charlotte zaatakowała Becky i pokonała ją w dwóch pojedynkach o pas mistrzowski: 7 stycznia na SmackDown i na gali Royal Rumble.
Noc po Royal Rumble Lynch została pokonana przez powracającą Sashę Banks; w walkę interweniowała Charlotte. Lynch i Banks zmierzyły się ze sobą jeszcze raz, tydzień później. Podczas walki Banks została zaatakowana przez resztę Team B.A.D., jednak z pomocą Lynch udało jej się odeprzeć atak. Tydzień później, podczas starcia pomiędzy Taminą a Lynch doszło do kolejnej bójki, w wyniku której Tamina wygrała pojedynek. 15 lutego Becky Lynch wygrała starcie z Naomi. Po pojedynku została zaatakowana przez przeciwniczkę i Taminę, te jednak wycofały się po przybyciu Banks. Mimo drobnej sprzeczki między Banks a Lynch podczas kolejnego odcinka SmackDown, zdołały one pokonać Naomi i Taminę na gali Fastlane. 29 lutego na Raw Lynch zmierzyła się z Banks o miano pretendenckie do Divas Championship; ich pojedynek zakończył się remisem. Walka rewanżowa odbyła się na następnym SmackDown i ta również zakończyła się bez rezultatu, kiedy to Charlotte zaatakowała obie uczestniczki walki. W rezultacie ogłoszono Triple Threat match o tytuł Div pomiędzy Lynch, Banks i Charlotte na WrestleManii 32. 7 marca na Raw Lynch wraz z Banks pokonały Team B.A.D., po czym ponownie zostały zaatakowane przez Charlotte. Na WrestleManii trzy rywalki zmierzyły się o nowo utworzone WWE Women’s Championship. Walkę wygrała Charlotte.
Po WrestleManii Lynch rozpoczęła rywalizację z Emmą. Została przez nią pokonana podczas odcinka Raw z 2 maja 2016. Trzy dni później Lynch i Natalya pokonały Emmę i Charlotte. 9 maja Lynch została zaatakowana przez Emmę i debiutującą w głównym rosterze Danę Brooke. Przegrała dwa pojedynki z Brooke: podczas kolejnego odcinka SmackDown! i tydzień później na Raw. 19 maja, na gali Money in the Bank, Lynch i Natalya zostały pokonane przez Brooke i Charlotte. Po walce Natalya zaatakowała Lynch, przechodząc heel turn. Po kilku bójkach w następnych tygodniach ogłoszono, że Lynch i Natalya zmierzą się ze sobą na Battleground.

#### SmackDown Women's Champion (2016–2018)

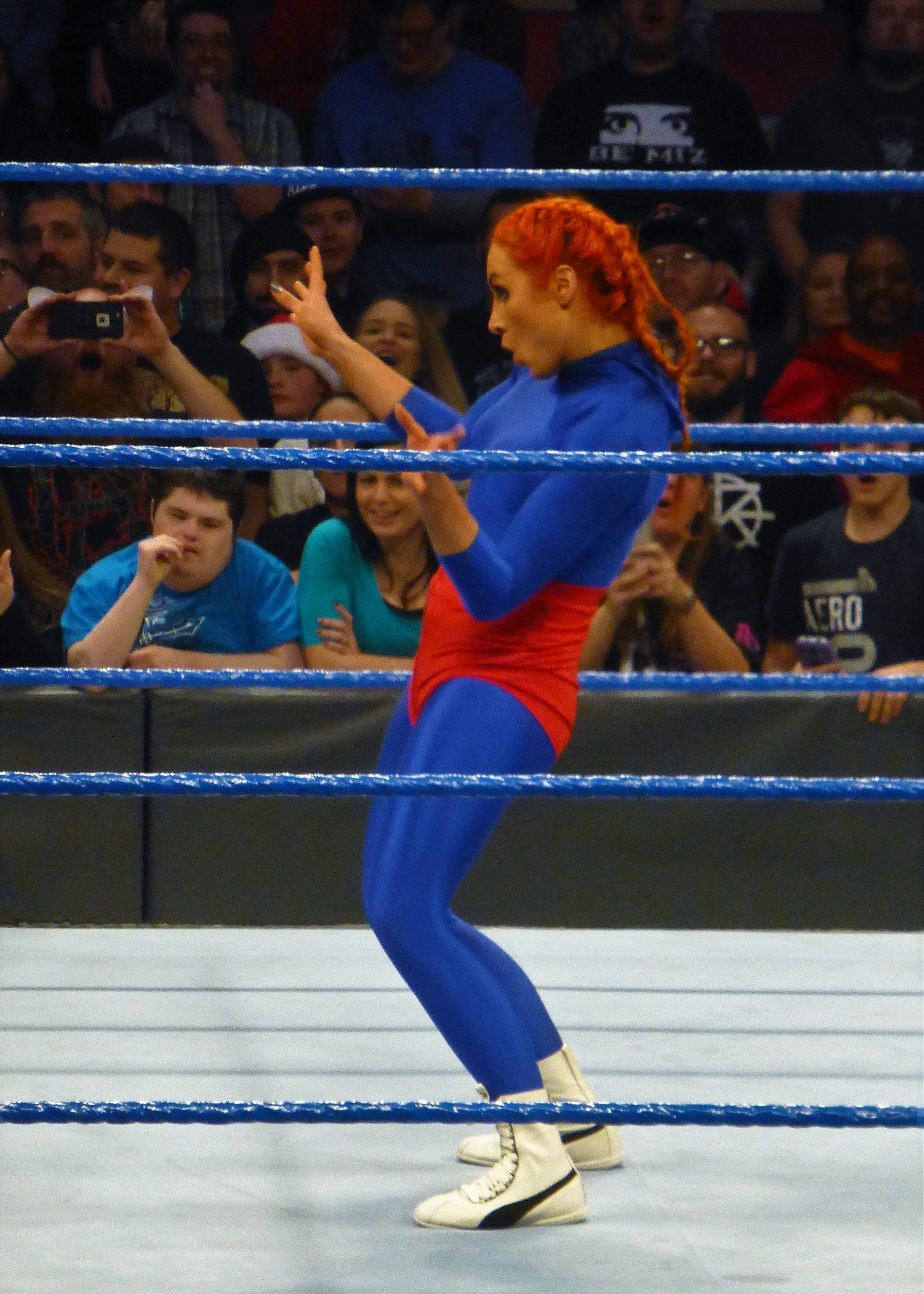
Lynch w kostiumie „La Luchadory” w grudniu 2016

W lipcu, w wyniku WWE Draftu, Becky Lynch stała się częścią brandu SmackDown. 26 lipca na gali Battleground została pokonana przez Natalyę. 16 sierpnia w drużynie z Carmellą pokonała Natalyę i Alexę Bliss dzięki zamieszaniu wywołanym pojawieniem się w pobliżu ringu Evy Marie i Naomi. Niedługo później ogłoszono 6-Women Tag Team match na SummerSlam, w którym Lynch, Carmella i Naomi miały zmierzyć się z Natalyą, Bliss i Marie. Po tym, jak Eva Marie została zawieszona, jej miejsce w walce zajęła powracającą do ringu Nikki Bella. Ostatecznie drużyna Lynch została pokonana. Po zaprezentowaniu nowo utworzonego WWE SmackDown Women’s Championship ogłoszono, że Lynch weźmie udział w sześcioosobowym Six-Pack Challenge'u o tytuł na nadchodzącej gali Backlash. 11 września, na Backlash, Lynch wygrała Six-Pack Challenge, stając się pierwszą w historii posiadaczką mistrzostwa. Na No Mercy Lynch miała bronić tytułu przeciwko Alexie Bliss, lecz walka została odwołana za względu na odniesioną przez mistrzynię kontuzję. Starcie przeniesiono na odcinek SmackDown z 8 listopada. Podczas walki Lynch uwięziła Bliss w dźwigni Dis-arm-her; poddając się, pretendentka położyła stopę na dolnej linie ringu, lecz mimo rope breaku sędzia ogłosił zwycięstwo mistrzyni. Lynch była częścią żeńskiej drużyny reprezentującej SmackDown podczas starcia międzybrandowego podczas gali Survivor Series; została wyeliminowana ze starcia jako ostatnia. Na gali TLC: Tables, Ladders & Chairs, 4 grudnia, Lynch utraciła SmackDown Women’s Championship na rzecz Alexy Bliss, przegrywając z nią w Tables matchu.
20 grudnia na odcinku SmackDown Live wystąpiła jako zamaskowana „La Luchadora” i pokonała Alexę Bliss. Tydzień później, podczas kolejnej walki z Bliss, Lynch została zaatakowana przez kolejną osobę podszywającą się pod La Luchadorę; 17 stycznia ujawniono, że postać zagrała powracająca Mickie James. Na gali Royal Rumble Lynch połączyła siły z Nikki Bellą i Naomi, zawodniczki wspólnie wygrały starcie z Natalyą, Bliss i James. Dwa tygodnie później, na Elimination Chamber, Lynch pokonała James, lecz podczas SmackDown z 21 lutego poległa w starciu o zawieszone SmackDown Women’s Championship przeciwko Bliss. Na WrestleManii 33 wzięła udział w Six-Pack Challenge'u o mistrzostwo, które ostatecznie wygrała Naomi.
11 lipca, w wyniku Superstar Shake-upu, Charlotte i Tamina zostały przeniesione do brandu SmackDown. Natalya, Carmella i Tamina połączyły siły i rozpoczęły rywalizację z Charlotte, próbując też przekonać Lynch do dołączenia do nowego ugrupowania. 2 maja Lynch zaatakowała grupę, stając w obronie Charlotte i Naomi. Na gali Backlash Lynch, Charlotte i Naomi przegrały sześcioosobowe starcie z rywalkami. Na Money in the Bank Lynch zawalczyła w pierwszym w historii Money in the Bank Ladder matchu z udziałem kobiet; walkę, z pomocą Jamesa Ellswortha, wygrała Carmella. Na gali Battleground Lynch wzięła udział w Fatal 5-Way matchu o prawo do walki z mistrzynią SmackDown, Naomi, podczas nadchodzącego SummerSlam; nie udało jej się wygrać walki. Na Survivor Series była częścią Team SmackDown, w 5 na 5 meczu eliminacyjnym, gdzie występowała jako kapitan drużyny i została wyeliminowana jako pierwsza. 

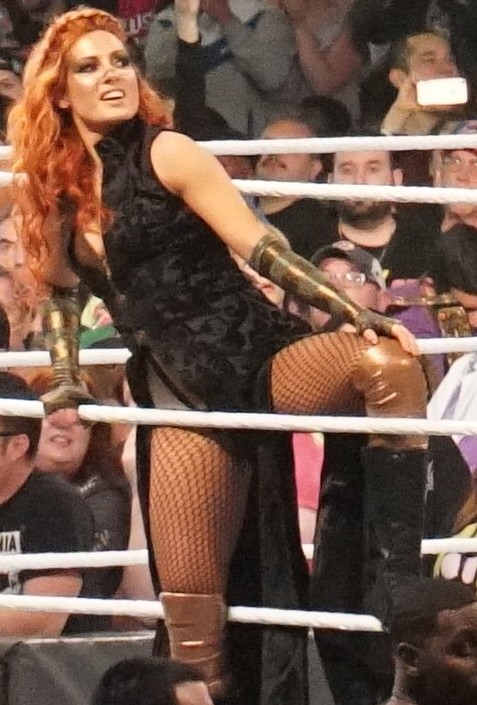
Lynch podczas swojego wejścia na WrestleManii 34

Na Royal Rumble, uczestniczyła w pierwszym, historycznym Royal Rumble matchu, wygranym przez Asukę. Na WrestleManii 34 brała udział w battle royal, ostatecznie wygranym przez Naomi. Na Money in the Bank, nie udało jej się wygrać ladder matchu o walizkę Money in the Bank.

#### The Man (2018–2019)
Po przegranej na Money in the Bank, rozpoczęła passę zwycięstw, pokonując m.in. mistrzynię kobiet SmackDown Carmellę, dzięki czemu otrzymała szansę na tytuł na SummerSlam. Do meczu została dodana Charlotte Flair, po tym, jak pokonała ona Carmellę w meczu bez tytułu. Na SummerSlam Flair wykonała swoją akcję kończącą na wieloletniej przyjaciółce, Becky Lynch, przypinając ją, aby odzyskać mistrzostwo. Po meczu obie podały sobie rękę, ale Lynch w ostatniej chwili zaatakowała przyjaciółkę, rozwiązując przyjaźń i zmieniając charakter. Dwa dni później, na SmackDown skrytykowała fanów i ich poglądy, ale o dziwo nie odebrała negatywnej reakcji z ich strony. To zmusiło WWE do zmiany fabuły na przychylną dla obu zawodniczek.
Na Hell in a Cell, Lynch pokonała Flair, aby po raz drugi sięgnąć po SmackDown Women's Championship. Następnie kolejno na Super Show-Down i na Evolution obroniła tytuł przeciwko Charlotte. Od tej pory nazywała siebie The Man, twierdząc, że jest najlepszym zawodnikiem wszech czasów. 

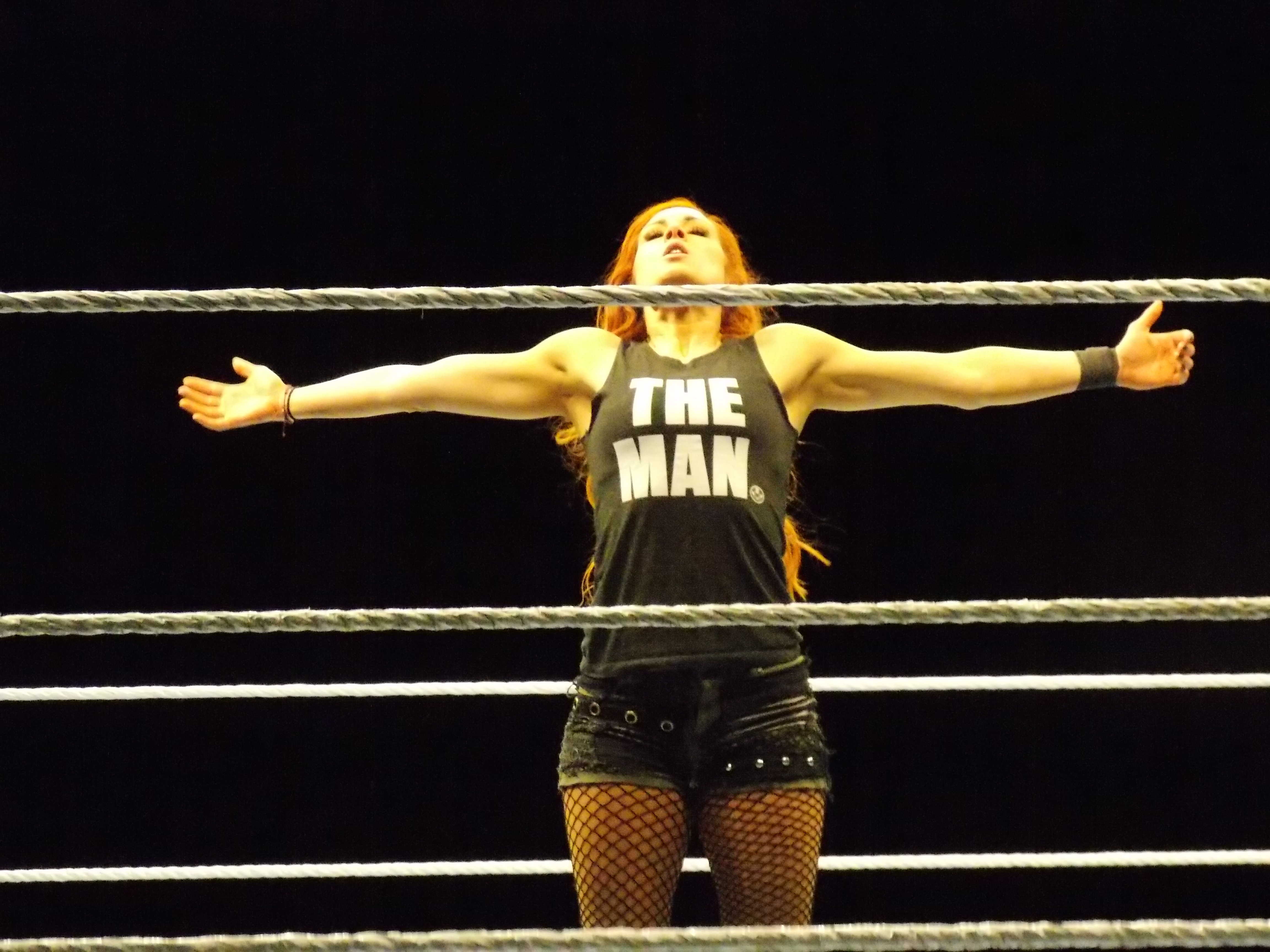
Lynch w styczniu 2019

Po tym jak na Evolution Ronda Rousey obroniła Raw Women's Chapionship, a Lynch SmackDown Women's Championship, panie skonfrontowały się podczas wywiadu. Mecz pomiędzy nimi na Survivor Series został zaplanowany następnej nocy na Raw. 12 listopada Team SmackDown kobiet pod dowództwem Becky Lynch zaatakował Team Raw kobiet. Lynch zaatakowała kilkukrotnie Rousey krzesłem i uszkodziła jej rękę wykonując Dis-Arm-Her. Chwilę później otrzymała cios w głowę od Nii Jax powodując złamanie nosa iwstrząs mózgu. Z powodu prawdziwej kontuzji Lynch została usunięta z meczu, i wybrała jako swojego zastępcę Charlotte Flair.
Po powrocie, na TLC, straciła tytuł na rzecz Asuki, w Triple Threat Tables, Ladders and Chairs matchu, również z udziałem Charlotte Flair, po tym jak Ronda Rousey zepchnęła zarówno Flair jak i Lynch z drabiny, kończąc panowanie po 91 dniach. Na Royal Rumble nie udało jej się odzyskać tytułu w rewanżu. Tego samego dnia zastąpiła Lanę, w meczu Royal Rumble, wygrywając go oraz zdobywając szansę na dowolne mistrzostwo kobiet, na WrestleManii. Następnej nocy wybrała Raw Women's Championship, należące do Rousey, jako mistrzostwo, o które zmierzy się na WrestleManii. Później została zaś zawieszona na 60 dni oraz usunięta z meczu, ze względu na kontuzję (kayfabe) oraz na atak na Stephanie McMahon i Triple H'a. Ogłoszono również, że to Charlotte Flair zastąpi Lynch, w głównym wydarzeniu WrestleManii. Po wielu prośbach Rousey o przywrócenie Lynch do meczu, McMahon przyzwoliła na to, jeśli ta pokona Flair na Fastlane. Na owej gali Ronda zaatakowała Lynch podczas meczu, doprowadzając do dyskwalifikacji, tym samym Becky została przywrócona do głównego wydarzenia WrestleManii.
Flair, 13 dni przed galą, wygrała mistrzostwa kobiet SmackDown, czyniąc z meczu Triple Threat Winners Take All o oba tytuły. Podczas gali Lynch kontrowersyjnie przypięła Rousey, ponieważ barki Rondy były podniesione podczas liczenia i wygrała oba mistrzostwa, zostając jedyną kobietą, która posiadała owe wyróżnienia jednocześnie.

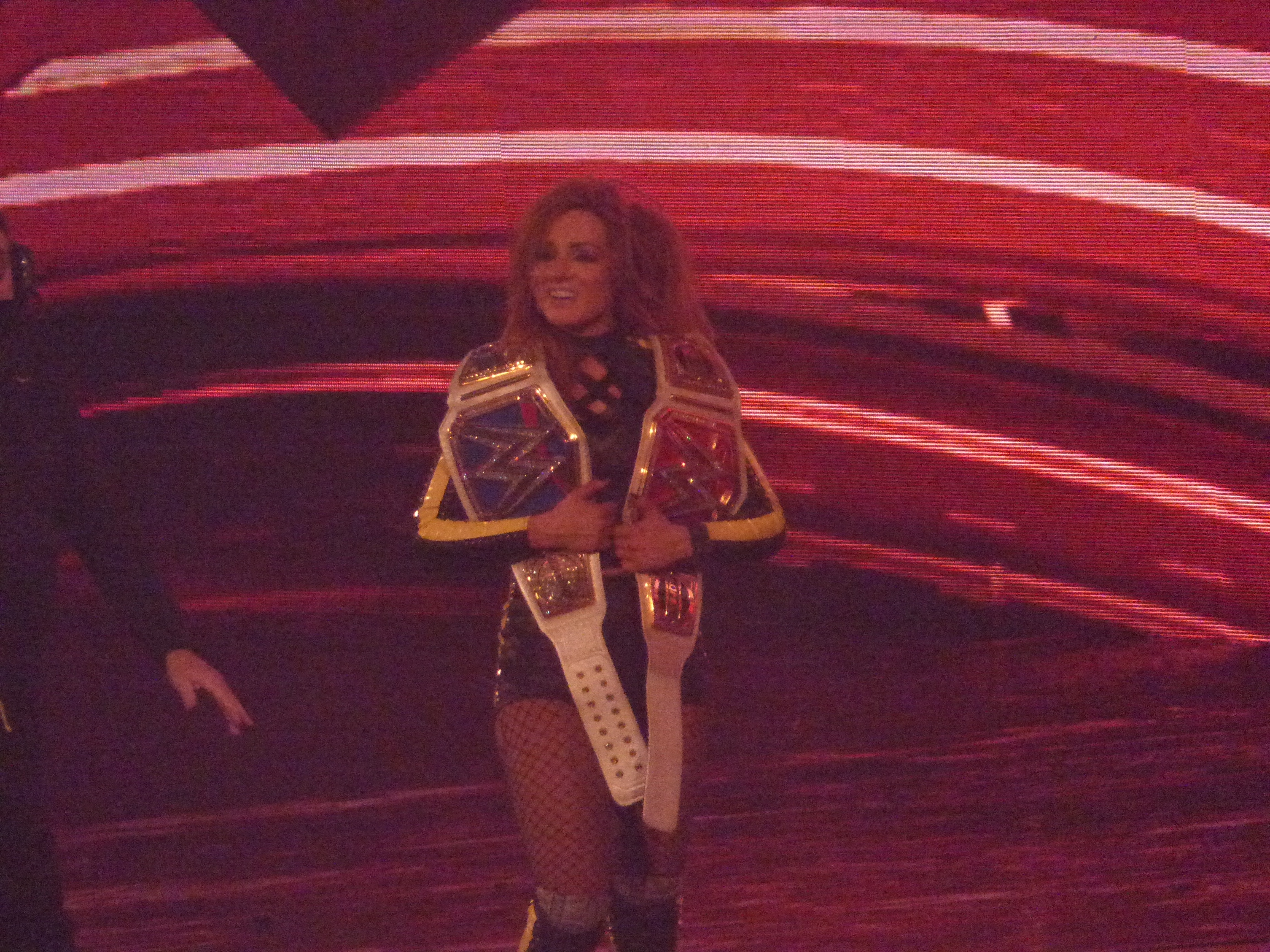
Becky Lynch po wygranej na WrestleManii 35

#### Becky z dwoma pasami i ciąża (2019–2020)
Po wygranej Lynch została zmuszona występować na Raw jak i na SmackDown. Jej konflikt z Flair dalej nie był zakończony, a na Raw pojawił jej się nowy wróg, którym była Lacey Evans. Na Money in the Bank utrzymała tytuł Raw, w walce z Evans, ale straciła tytuł SmackDown, na rzecz Flair, kończąc panowanie po 41 dniach.
Po tym, jak straciła mistrzostwo kobiet SmackDown, została wyłącznym członkiem marki Raw i kontynuowała swój feud z Evans. W połowie czerwca Lynch z powodzeniem utrzymała swój tytuł, w walce z Lacey Evans na Stomping Grounds. Później tej nocy, pomogła swojemu prawdziwemu chłopakowi, Sethowi Rollinsowi, zachować WWE Universal Championship, w walce z Baronem Corbinem, po tym jak Corbin wybrał Evans na specjalnego sędzię, na ich mecz o tytuł. Na Extreme Rules, Lynch i Rollins obronili swoje tytuły przeciwko Evans i Corbinowi w Extreme Rules matchu, kończąc oba feudy.
W sierpniu Lynch, rozpoczęła feud z Natalyą. Na SummerSlam obroniła tytuł przeciwko niej w submission matchu. Tego samego miesiąca, Sasha Banks zaatakowała Lynch, rozpoczynając rywalizację tej dwójki. Na Clash of Champions, Lynch obroniła swój tytuł przeciwko Banks, po nieumyślnym uderzeniu sędziego krzesłem, co spowodowało dyskwalifikację. Feud ostatecznie zakończył się podczas Hell in a Cell, w Hell in a Cell matchu, gdzie Lynch po raz kolejny zwyciężyła. Na Survivor Series Lynch zmierzyła się z mistrzynią kobiet SmackDown Bayley i mistrzynią kobiet NXT Shayną Baszler, w starciu mistrzów na zasadach Triple Threat, gdzie Baszler pokonała Lynch i Bayley.
Po Survivor Series, Lynch sprzymierzyła się z Charlotte Flair, w rywalizacji o WWE Women's Tag Team Championship, z mistrzyniami The Kabuki Warriors (Asuka i Kairi Sane), która doprowadziła do Tables, Ladders and Chairs matchu na TLC, gdzie Asuka i Sane obroniły z sukcesem tytuły. Następnie kontynuowała feud z Asuką, który zakończył się meczem o Mistrzostwo Kobiet Raw, na Royal Rumble, gdzie Lynch utrzymała mistrzostwo.
W lutym rozpoczęła feud z Shayną Baszler, która 12 lutego 2020 ugryzła ją w szyję. Baszler zyskała miano pretendentki do tytułu Lynch, wygrywając elimination chamber match na gali Elimination Chamber. Na WrestleManii Lynch z powodzeniem utrzymała mistrzostwo w walce z Baszler. To była jej ostatnia walka, przed tym jak ogłosiła przerwę z powodu ciąży i oddała tytuł zwyciężczyni walizki Money in the Bank, Asuce, kończąc najdłuższe panowanie w historii tytułu, po 398 dniach.

#### Powrót (2021–obecnie)
Lynch powróciła 21 sierpnia 2021 na SummerSlam, atakując pretendentkę do walki o SmackDown Women's Championship Carmellę, a następnie rzucając wyzwanie samej mistrzyni Biance Belair, które Belair zaakceptowała. Walka zakończyła się 26-sekundowym zwycięstwem Lynch, która po raz czwarty w swojej karierze została mistrzynią SmackDown Women's. Belair otrzymała przysługujący jej rewanż na gali Extreme Rules, lecz w walkę zaingerowała Sasha Banks, powodując dyskwalifikację. Jej panowanie przerwało powołanie do brandu Raw, w ramach Draftu 2021. Z racji tego, iż dzierżawione przez nią mistrzostwo było ekskluzywne dla brandu SmackDown, Lynch wymieniła się tytułami z ówczesną posiadaczką WWE Raw Women’s Championship Charlotte Flair, zostając dwukrotną mistrzynią Raw Women’s.
Lynch zmierzyła się z mistrzynią kobiet SmackDown Charlotte Flair, odnosząc zwycięstwo dla brandu Raw na Survivor Series. Zaraz potem rozpoczęła rywalizację z Liv Morgan, którą dwukrotnie pokonała w mistrzowskich pojedynkach na odcinku Raw z 8 grudnia oraz na gali Day 1, 1 stycznia. Pod koniec stycznia WWE Hall of Famerka Lita wyzwała Lynch do walki o tytuł mistrzowski na Elimination Chamber, a mistrzyni przyjęła wyzwanie. Podczas wydarzenia Lynch pokonała Litę, tym samym zostając zmuszona do obrony tytułu przeciwko zwyciężczyni Elimination Chamber matchu Biance Belair na WrestleManii 38. Na WrestleManii Belair zatriumfowała nad Lynch, kładąc kres ich długotrwałej sprzeczce i kończąc jej panowanie po 162 dniach.
25 kwietnia na odcinku Raw Lynch została skonfrontowana z powracającą Asuką, co ponownie rozpaliło ich feud. 16 maja na Raw, Lynch nie została pretendentką do Raw Women’s Championship, przegrywając z Asuką. W następnym tygodniu, Lynch pokonała Asukę, aby zostać dodaną do walki pomiędzy nią a Belair na Hell in a Cell, co czyni go Triple Threat matchem. Podczas gali, Belair zachowała swój tytuł. 20 czerwca na odcinku Raw, Lynch nie zakwalifikowała się do Money in the Bank ladder matchu Money in the Bank po przegranej z Asuką. Jednak Lynch udała się na galę po wygraniu Last Chance Six-Pack Elimination Challenge’u w następnym odcinku Raw. Na Money in the Bank, nie udało się jej wygrać ladder matchu. Na SummerSlam, Lynch nie odzyskała tytułu Raw Women’s Championship od Belair, ale objęła ją po walce. Po tym, jak Belair została skonfrontowana z powracającą Bayley i jej nowymi sojuszniczkami, Dakotą Kai i Iyo Sky (dawniej Io Shirai), Lynch pomogła Belair, przechodząc face turn. 1 sierpnia, WWE wydało oświadczenie, w którym Lynch doznała kontuzji ramienia podczas jej walki na SummerSlam, gdzie spodziewano się, że nie będzie mogła występować przez kilka miesięcy. W odcinku Raw tej nocy, została zaatakowana za kulisami przez Bayley, Kai i Sky, przez co została skutecznie wypisana z telewizji.
25 listopada na odcinku SmackDown, Lynch powróciła jako „The Man”, ujawniając się jako piąta i ostatnia członkini zespołu Bianci Belair na Survivor Series WarGames. Podczas gali 26 listopada, drużyna Lynch zwyciężyła po tym, jak Lynch wykonała Double Diving Leg Drop ze szczytu klatki na Kai i Sky na stół i przypięła Kai, aby wygrać walkę. Na Royal Rumble 28 stycznia 2023 roku, Lynch weszła do żeńskiego Royal Rumble matchu z nr 15. Wyeliminowała Kai i Sky, zanim została wyeliminowana przez Bayley.
27 lutego w odcinku Raw, Lynch i Lita pokonały Damage CTRL i zdobyły WWE Women’s Tag Team Championship z pomocą powracającej Trish Stratus; Lynch została także szóstą Triple Crown Championką.

## Inne media
W 2013 Quin wystąpiła jako kaskaderka w odcinku serialu telewizyjnego Wikingowie. Jest również grywalną postacią w kilku grach video: WWE 2K17, WWE 2K18, WWE 2K19, WWE 2K20 (której jest okładką), WWE 2K Battlegrounds oraz WWE 2K22.
Drużyna AHL San Jose Barracuda używa muzyki na wejście Lynch do świętowania zdobytych punktów.

## Życie osobiste
Quin posiada brązowy pas w submission wrestlingu, jako dziecko poza wrestlingiem interesowała się jeździectwem konnym, pływactwem i koszykówką. Quin przyznała, że przed rozpoczęciem treningów wrestlerskich miała problemy z alkoholem i narkotykami, jednak wrestling pomógł jej się z nich wydostać.
Studiowała filozofię, historię i politykę, lecz rzuciła studia, ponieważ szczerze ich nienawidziła. Planowała studiować kierunki związane ze zdrowiem i ćwiczeniami fizycznymi. Podczas przerwy od wrestlingu pracowała jako aktorka, grała w kilku sztukach w latach 2011–2012. Skończyła studia aktorskie w Dublin Institute of Technology, uczęszczała do Columbia College Chicago i Gaiety School of Acting. Przez ponad dwa lata pracowała też jako stewardesa.
Obecnie Becky jest w związku małżeńskim z Colby Lopezem wrestlerem znanym pod pseudonimem Seth Rolins. Pobrali się w sierpniu 2021r o czym poinformowali rok później za pomocą swoich mediów społecznościowych. 12 maja 2020 podczas gali Raw ogłosiła zawieszenie kariery zawodowej z powodu ciąży. 4 grudnia 2020 urodziła córkę Roux .

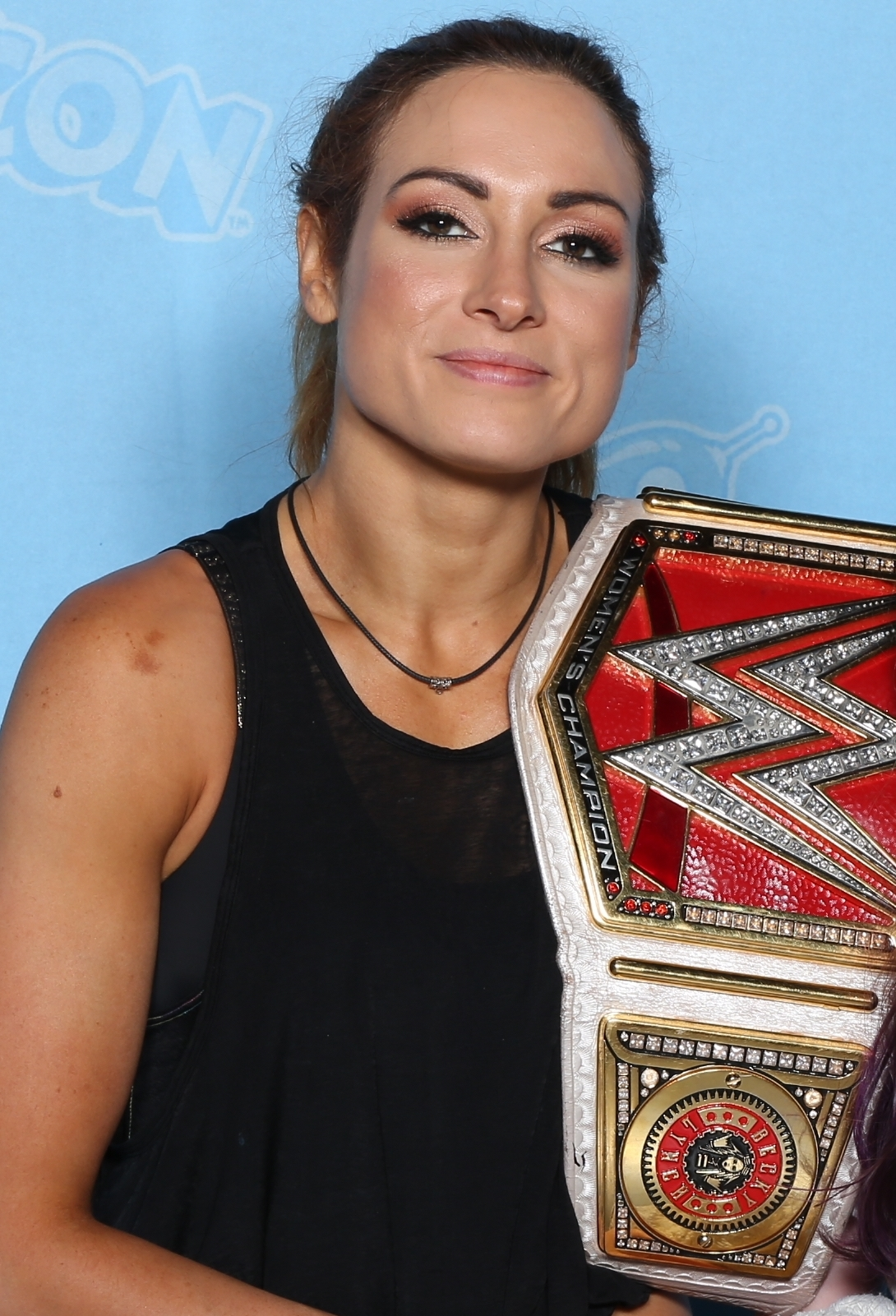
Lynch jest dwukrotną, najdłużej panującą posiadaczką WWE Raw Women’s Championship

## Mistrzostwa i osiągnięcia
- Pro Wrestling Illustrated
  - 4. miejsce w rankingu PWI Female 50 w 2016[167]
- Queens of Chaos
  - World Queens of Chaos Championship (1 raz)[2]
- SuperGirls Wrestling
  - SuperGirls Championship (1 raz)[2][168]
  - Turniej o SuperGirls Championship (2005)[2]
- Wrestling Observer Newsletter
  - Najgorszy feud (2015) Team PCB vs. Team B.A.D. vs. Team Bella
- WWE
  - WWE SmackDown Women’s Championship (4 razy)[169]
  - WWE Raw Women’s Championship (2 razy)[80]
  - WWE Women's Tag Team Championship (2 razy) – z Litą i Lyrą Valkyrią
  - NXT Women’s Championship (1 raz)
  - Zwyciężczyni Royal Rumble matchu kobiet (2019)[170]
  - WWE Year-End Awards (3 razy)
    - Zdobywczyni nagrody na najlepszą zawodniczkę roku (2018, 2019)[171][172]
    - Mecz roku (2018) vs. Charlotte Flair na Evolution[171]